# أوغنين صقللوفيتش
أوغنين صقللوفيتش (بالبوسنوية: Ognjen Sokolović)‏ هو متزلج جماعي بوسني، ولد في 12 يونيو 1963 في سراييفو في البوسنة والهرسك.

## وصلات خارجية
- أوغنين صقللوفيتش على موقع أوليمبيديا (الإنجليزية)